# Coupe du monde des nations d'athlétisme 2002
Navigation
Coupe du monde 1998 Coupe du monde 2006
La 9e coupe du monde des nations d'athlétisme s'est déroulée les 20 et 21 septembre 2002 à l'Estadio Metropolitano de Madrid en Espagne.

## Résultats
4e victoire consécutive de l'équipe d'Afrique chez les hommes. L'Espagne est invitée comme pays organisateur.
Tous les points de l'équipe du Royaume-Uni sont annulés rétroactivement à la suite de la disqualification, en février 2004, de son sprinter Dwain Chambers. 
Les résultats détaillés ci-dessous sont par contre donnés avec les résultats de l'équipe britannique avant leur annulation.
| Courses: 100 m - 200 m - 400 m - 800 m - 1 500 m - 3 000 m - 5 000 m Obstacles: 100 m haies - 110 m haies - 400 m haies - 3 000 m steeple Sauts: Hauteur - Longueur - Triple saut - Perche Lancers: Javelot - Disque - Poids - Marteau Relais: 4 × 100 m - 4 × 400 m |

| Place | Pays ou continent | Points |
| ----- | ----------------- | ------ |
| 1     | Afrique           | 134    |
| 2     | Europe            | 116    |
| 3     | États-Unis        | 114    |
| 4     | Amériques         | 111    |
| 5     | Espagne           | 96     |
| 6     | Allemagne         | 87,5   |
| 7     | Asie              | 81     |
| 8     | Océanie           | 69,5   |
| disq. | Royaume-Uni       |        |

| Place | Pays ou continent | Points |
| ----- | ----------------- | ------ |
| 1     | Russie            | 127    |
| 2     | Europe            | 124    |
| 3     | Amériques         | 110    |
| 4     | Afrique           | 100    |
| 5     | États-Unis        | 94     |
| 6     | Allemagne         | 81,5   |
| 7     | Espagne           | 76,5   |
| 8     | Asie              | 76     |
| 9     | Océanie           | 60     |

## Modification ultérieure des résultats
En raison de la disqualification tardive du Britannique Dwain Chambers pour les résultats obtenus par lui en 2002 et 2003, notamment ceux en Coupe d’Europe et Coupe du monde 2002, l’IAAF a spécifié qu’en raison de l’annulation des points obtenus par le Royaume-Uni dans cette compétition, l’équipe n’aurait pas dû participer à la Coupe du monde de Madrid : en conséquence, tous les points obtenus à Madrid ont été annulés mais les performances individuelles restent valables.
Coupe du monde de l’IAAF Madrid 20 septembre 2002 :
100 m : 1. Uchenna Emedolu NGR/AFR 10 s 06; 2. Kim Collins SKN/AME 10 s 06
équipes : 1. AFR 134 points, 2. EUR 116 points, 3. USA 114 points, 4. AME 111 points, 5. ESP 96 points, 6. GER 87,5 points, 7. ASI 81 points, 8. OCE 69,5 points, dq GBR.

## 100 m
| Rang | Pays ou continent | Athlète               | Temps               |
| ---- | ----------------- | --------------------- | ------------------- |
| 1    | Afrique           | Uchenna Emedolu       | 10 s 06             |
| 2    | Amériques         | Kim Collins           | 10 s 06             |
| 3    | Europe            | Francis Obikwelu      | 10 s 09             |
| 4    | États-Unis        | Jon Drummond          | 10 s 10             |
| -    | Royaume-Uni       | Dwain Chambers        | disqualifié en 2004 |
| 5    | Asie              | Jamal Al-Saffar       | 10 s 38             |
| 6    | Allemagne         | Marc Blume            | 10 s 46             |
| 7    | Océanie           | Patrick Johnson       | 10 s 58             |
| 9    | Espagne           | Angel David Rodríguez | 10 s 78             |

| Rang | Pays ou continent | Athlète               | Temps   |
| ---- | ----------------- | --------------------- | ------- |
| 1    | États-Unis        | Marion Jones          | 10 s 90 |
| 2    | Amériques         | Tayna Lawrence        | 11 s 06 |
| 3    | Asie              | Susanthika Jayasinghe | 11 s 20 |
| 4    | Afrique           | Endurance Ojokolo     | 11 s 26 |
| 5    | Espagne           | Glory Alozie          | 11 s 28 |
| 6    | Allemagne         | Melanie Paschke       | 11 s 37 |
| 7    | Russie            | Marina Kislova        | 11 s 41 |
| 8    | Europe            | Kim Gevaert           | 11 s 41 |
| 9    | Océanie           | Lauren Hewitt         | 11 s 48 |

## 200 m
| Rang | Pays ou continent | Athlète            | Temps   |
| ---- | ----------------- | ------------------ | ------- |
| 1    | Europe            | Francis Obikwelu   | 20 s 18 |
| 2    | Afrique           | Frankie Fredericks | 20 s 20 |
| 3    | Royaume-Uni       | Marlon Devonish    | 20 s 32 |
| 4    | États-Unis        | Ramon Clay         | 20 s 32 |
| 5    | Amériques         | Dominic Demeritte  | 20 s 47 |
| 6    | Asie              | Gennadiy Chernovol | 20 s 73 |
| 7    | Espagne           | Julian Martínez    | 21 s 23 |
| 8    | Allemagne         | Oliver König       | 21 s 32 |
| 9    | Océanie           | Dallas Roberts     | 21 s 61 |

| Rang | Pays ou continent | Athlète               | Temps   |
| ---- | ----------------- | --------------------- | ------- |
| 1    | Amériques         | Debbie Ferguson       | 22 s 49 |
| 2    | Europe            | Muriel Hurtis         | 22 s 78 |
| 3    | Afrique           | Myriam Léonie Mani    | 22 s 81 |
| 4    | Asie              | Susanthika Jayasinghe | 22 s 82 |
| 5    | Océanie           | Lauren Hewitt         | 23 s 30 |
| 6    | Russie            | Marina Kislova        | 23 s 38 |
| 7    | États-Unis        | Kelli White           | 23 s 51 |
| 8    | Allemagne         | Gabi Rockmeier        | 23 s 67 |
| 9    | Espagne           | Julia Alba            | 24 s 21 |

## 400 m
| Rang | Pays ou continent | Athlète           | Performance |
| ---- | ----------------- | ----------------- | ----------- |
| 1    | Amériques         | Michael Blackwood | 44 s 60     |
| 2    | Allemagne         | Ingo Schultz      | 44 s 86     |
| 3    | Asie              | Fawzi Al-Shammari | 45 s 14     |
| 4    | Afrique           | Éric Milazar      | 45 s 41     |
| 5    | États-Unis        | Alvin Harrison    | 45 s 46     |
| 6    | Océanie           | Clinton Hill      | 45 s 74     |
| 7    | Royaume-Uni       | Timothy Benjamin  | 45 s 80     |
| 8    | Espagne           | David Canal       | 46 s 21     |
| 9    | Europe            | Zsolt Szeglet     | 46 s 26     |

| Rang | Pays ou continent | Athlète           | Performance |
| ---- | ----------------- | ----------------- | ----------- |
| 1    | Amériques         | Ana Guevara       | 49 s 56     |
| 2    | États-Unis        | Jearl Miles-Clark | 50 s 27     |
| 3    | Russie            | Olesya Zykina     | 50 s 67     |
| 4    | Europe            | Lee McConnell     | 50 s 82     |
| 5    | Afrique           | Kaltouma Nadjina  | 51 s 11     |
| 6    | Allemagne         | Claudia Marx      | 52 s 30     |
| 7    | Asie              | Tatyana Roslanova | 52 s 44     |
| 8    | Océanie           | Rosemary Hayward  | 52 s 76     |
| 9    | Espagne           | Miriam Bravo      | 53 s 79     |

## 800 m
| Rang | Pays ou continent | Athlète              | Temps         |
| ---- | ----------------- | -------------------- | ------------- |
| 1    | Espagne           | Antonio Manuel Reina | 1 min 43 s 83 |
| 2    | Afrique           | Djabir Said-Guerni   | 1 min 44 s 03 |
| 3    | États-Unis        | David Krummenacker   | 1 min 45 s 14 |
| 4    | Europe            | André Bucher         | 1 min 45 s 31 |
| 5    | Allemagne         | Nils Schumann        | 1 min 45 s 34 |
| 6    | Amériques         | Barbosa dos Santos   | 1 min 46 s 01 |
| 7    | Asie              | Mihail Kolganov      | 1 min 47 s 45 |
| 8    | Royaume-Uni       | James McIlroy        | 1 min 48 s 43 |
| 9    | Océanie           | Kris McCarthy        | DNF           |

| Rang | Pays ou continent | Athlète             | Temps         |
| ---- | ----------------- | ------------------- | ------------- |
| 1    | Afrique           | Maria Mutola        | 1 min 58 s 60 |
| 2    | Espagne           | Mayte Martínez      | 1 min 59 s 24 |
| 3    | Europe            | Jolanda Ceplak      | 1 min 59 s 42 |
| 4    | Amériques         | Zulia Calatayud     | 1 min 59 s 44 |
| 5    | Russie            | Svetlana Cherkasova | 2 min 00 s 72 |
| 6    | Allemagne         | Claudia Gesell      | 2 min 01 s 58 |
| 7    | États-Unis        | Sasha Spencer       | 2 min 02 s 92 |
| 8    | Océanie           | Tamsyn Lewis        | 2 min 03 s 10 |
| 9    | Asie              | Miho Sugimori       | 2 min 03 s 22 |

## 1 500 m
| Rang | Pays ou continent | Athlète                | Performance   |
| ---- | ----------------- | ---------------------- | ------------- |
| 1    | Afrique           | Bernard Lagat          | 3 min 31 s 20 |
| 2    | Espagne           | Reyes Estévez          | 3 min 33 s 67 |
| 3    | Europe            | Mehdi Baala            | 3 min 38 s 04 |
| 4    | Océanie           | Youcef Abdi            | 3 min 41 s 01 |
| 5    | Allemagne         | Franek Haschke         | 3 min 41 s 58 |
| 6    | Royaume-Uni       | Michael East           | 3 min 41 s 88 |
| 7    | Asie              | Abdulrahman Suleiman   | 3 min 42 s 27 |
| 8    | Amériques         | Hudson Santos de Souza | 3 min 42 s 58 |
| 9    | États-Unis        | Seneca Lassiter        | 4 min 05 s 82 |

| Rang | Pays ou continent | Athlète            | Performance   |
| ---- | ----------------- | ------------------ | ------------- |
| 1    | Europe            | Süreyya Ayhan      | 4 min 02 s 57 |
| 2    | Russie            | Tatyana Tomashova  | 4 min 09 s 74 |
| 3    | Allemagne         | Kathleen Friedrich | 4 min 10 s 20 |
| 4    | États-Unis        | Regina Jacobs      | 4 min 10 s 78 |
| 5    | Afrique           | Jackline Maranga   | 4 min 11 s 10 |
| 6    | Asie              | Tatjana Borisova   | 4 min 11 s 14 |
| 7    | Espagne           | Nuria Fernández    | 4 min 11 s 56 |
| 8    | Océanie           | Sarah Jamieson     | 4 min 12 s 33 |
| 9    | Amériques         | Mardrea Hyman      | 4 min 14 s 60 |

## 3 000 m
| Rang | Pays ou continent | Athlète              | Performance   |
| ---- | ----------------- | -------------------- | ------------- |
| 1    | Océanie           | Craig Mottram        | 7 min 41 s 37 |
| 2    | Amériques         | David Galván         | 7 min 47 s 43 |
| 3    | Espagne           | Roberto Garcia       | 7 min 53 s 96 |
| 4    | Afrique           | Paul Bitok           | 7 min 56 s 31 |
| 5    | Royaume-Uni       | Anthony Whiteman     | 8 min 03 s 33 |
| 6    | Asie              | Ahmed Ibrahim Hashim | 8 min 08 s 31 |
| 7    | Europe            | Serhiy Lebid         | 8 min 08 s 65 |
| 8    | États-Unis        | Bolota Asmerom       | 8 min 10 s 66 |
| 9    | Allemagne         | Raphael Schäfer      | 8 min 33 s 89 |

| Rang | Pays ou continent | Athlète             | Performance   |
| ---- | ----------------- | ------------------- | ------------- |
| 1    | Afrique           | Berhane Adere       | 8 min 50 s 88 |
| 2    | Europe            | Gabriela Szabo      | 8 min 50 s 89 |
| 3    | Russie            | Yelena Zadorozhnaya | 8 min 50 s 93 |
| 4    | États-Unis        | Sarah Schwald       | 8 min 57 s 27 |
| 5    | Océanie           | Susie Power         | 8 min 58 s 09 |
| 6    | Espagne           | Beatriz Santiago    | 8 min 59 s 88 |
| 7    | Amériques         | Courtney Babcock    | 9 min 05 s 98 |
| 8    | Allemagne         | Melanie Schulz      | 9 min 10 s 57 |
| 9    | Asie              | Mizuho Nasukawa     | 9 min 23 s 47 |

## 5 000 m
| Rang | Pays ou continent | Athlète              | Temps          |
| ---- | ----------------- | -------------------- | -------------- |
| 1    | Espagne           | Alberto Garcia       | 13 min 30 s 04 |
| 2    | Afrique           | Paul Kosgei          | 13 min 31 s 71 |
| 3    | Europe            | Ismaïl Sghyr         | 13 min 32 s 82 |
| 4    | États-Unis        | Mebrahtom Keflezighi | 13 min 33 s 44 |
| 5    | Royaume-Uni       | John Mayock          | 13 min 38 s 63 |
| 6    | Allemagne         | Michael May          | 13 min 39 s 73 |
| 7    | Asie              | Abdulhak Zakaria     | 13 min 54 s 68 |
| 8    | Océanie           | Michael Power        | 13 min 58 s 07 |
| 9    | Amériques         | Sean Kaley           | 14 min 33 s 57 |

| Rang | Pays ou continent | Athlète             | Performance    |
| ---- | ----------------- | ------------------- | -------------- |
| 1    | Russie            | Olga Yegorova       | 15 min 18 s 15 |
| 2    | Espagne           | Marta Dominguez     | 15 min 19 s 73 |
| 3    | Europe            | Joanne Pavey        | 15 min 20 s 10 |
| 4    | Océanie           | Benita Johnson      | 15 min 20 s 83 |
| 5    | Afrique           | Susan Chepkemei     | 15 min 27 s 04 |
| 6    | Asie              | Akiko Kawashima     | 15 min 41 s 95 |
| 7    | Allemagne         | Sabrina Mockenhaupt | 15 min 42 s 22 |
| 8    | Amériques         | Nora Leticia Rocha  | 15 min 45 s 48 |
| 9    | États-Unis        | Collette Liss       | 15 min 59 s 44 |

## 110 m haies/100 m haies
| Rang | Pays ou continent | Athlète             | Temps   |
| ---- | ----------------- | ------------------- | ------- |
| 1    | Amériques         | Anier Garcia        | 13 s 10 |
| 2    | États-Unis        | Allen Johnson       | 13 s 45 |
| 3    | Europe            | Stanislavs Olijars  | 13 s 58 |
| 4    | Afrique           | Shaun Bownes        | 13 s 67 |
| 5    | Espagne           | Felipe Vivancos     | 13 s 79 |
| 6    | Allemagne         | Florian Schwarthoff | 13 s 79 |
| 7    | Océanie           | Tim Ewen            | 14 s 10 |
| 8    | Royaume-Uni       | Colin Jackson       | 22 s 16 |
| 9    | Asie              | Liu Xiang           | DNF     |

| Rang | Pays ou continent | Athlète           | Temps   |
| ---- | ----------------- | ----------------- | ------- |
| 1    | États-Unis        | Gail Devers       | 12 s 65 |
| 2    | Amériques         | Brigitte Foster   | 12 s 82 |
| 3    | Espagne           | Glory Alozie      | 12 s 95 |
| 4    | Europe            | Olena Krasovska   | 13 s 07 |
| 5    | Afrique           | Rosa Rakotozafy   | 13 s 07 |
| 6    | Russie            | Svetlana Laukhova | 13 s 14 |
| 7    | Allemagne         | Kirsten Bolm      | 13 s 15 |
| 8    | Océanie           | Jacquie Munro     | 13 s 46 |
| 9    | Asie              | Yvonne Kanazawa   | 13 s 59 |

## 400 m haies
| Rang | Pays ou continent | Athlète           | Temps   |
| ---- | ----------------- | ----------------- | ------- |
| 1    | États-Unis        | James Carter      | 48 s 27 |
| 2    | Asie              | Mubarak Al-Nubi   | 48 s 96 |
| 3    | Royaume-Uni       | Chris Rawlinson   | 49 s 18 |
| 4    | Europe            | Jiří Mužík        | 49 s 28 |
| 5    | Amériques         | Ian Weakley       | 49 s 62 |
| 6    | Espagne           | José María Romera | 49 s 68 |
| 7    | Afrique           | Llewellyn Herbert | 50 s 52 |
| 8    | Allemagne         | Christian Duma    | 50 s 57 |
| 9    | Océanie           | Mowen Boino       | 51 s 66 |

| Rang | Pays ou continent | Athlète           | Performance |
| ---- | ----------------- | ----------------- | ----------- |
| 1    | Russie            | Yuliya Pechonkina | 53 s 74     |
| 2    | États-Unis        | Sandra Glover     | 54 s 46     |
| 3    | Océanie           | Jana Pittman      | 55 s 15     |
| 4    | Europe            | Ionela Tirlea     | 56 s 17     |
| 5    | Asie              | Natalya Torshina  | 56 s 38     |
| 6    | Amériques         | Debbie-Ann Parris | 57 s 36     |
| 7    | Allemagne         | Heike Meissner    | 57 s 40     |
| 8    | Afrique           | Zahra Lachguer    | 59 s 14     |
| 9    | Espagne           | Beatriz Montero   | 59 s 79     |

## 3 000 m steeple
| Rang | Pays ou continent | Athlète                   | Performance   |
| ---- | ----------------- | ------------------------- | ------------- |
| 1    | Afrique           | Wilson Boit Kipketer      | 8 min 25 s 34 |
| 2    | Espagne           | Luis Miguel Martin        | 8 min 26 s 35 |
| 3    | Asie              | Khamis-Abdullah Saifeldin | 8 min 30 s 66 |
| 4    | États-Unis        | Anthony Famiglietti       | 8 min 32 s 72 |
| 5    | Europe            | Simon Vroemen             | 8 min 36 s 06 |
| 6    | Océanie           | Peter Nowill              | 8 min 39 s 22 |
| 7    | Allemagne         | Filmon Ghirmai            | 8 min 42 s 29 |
| 8    | Royaume-Uni       | Stuart Stokes             | 8 min 43 s 38 |
| 9    | Amériques         | Joël Bourgeois            | 8 min 56 s 13 |

## Saut en hauteur
| Rang | Pays ou continent | Athlète             | Performance |
| ---- | ----------------- | ------------------- | ----------- |
| 1    | Europe            | Yaroslav Rybakov    | 2,31 m      |
| 2    | Amériques         | Mark Boswell        | 2,29 m      |
| 3    | Royaume-Uni       | Ben Challenger      | 2,20 m      |
| 4    | Afrique           | Abderrahmane Hammad | 2,15 m      |
| 5    | Espagne           | Ignacio Pérez       | 2,15 m      |
| 5    | Allemagne         | Martin Buß          | 2,15 m      |
| 7    | États-Unis        | Nathan Leeper       | 2,10 m      |
| 8    | Asie              | Cui Kai             | 2,10 m      |
| -    | Océanie           | Nick Moroney        | -           |

| Rang | Pays ou continent | Athlète          | Performance |
| ---- | ----------------- | ---------------- | ----------- |
| 1    | Afrique           | Hestrie Cloete   | 2,02 m      |
| 2    | Europe            | Kajsa Bergqvist  | 2,02 m      |
| 3    | Russie            | Marina Kuptsova  | 2,00 m      |
| 4    | États-Unis        | Tisha Waller     | 1,96 m      |
| 5    | Asie              | Tatyana Efimenko | 1,91 m      |
| 6    | Allemagne         | Kathryn Holinski | 1,91 m      |
| 6    | Espagne           | Ruth Beitia      | 1,91 m      |
| 8    | Amériques         | Nicole Forrester | 1,85 m      |
| 9    | Océanie           | Jane Jamieson    | 1,75 m      |

## Saut en longueur
| Rang | Pays ou continent | Athlète                | Performance |
| ---- | ----------------- | ---------------------- | ----------- |
| 1    | États-Unis        | Savanté Stringfellow   | 8,21 m      |
| 2    | Amériques         | Iván Pedroso           | 8,19 m      |
| 3    | Espagne           | Yago Lamela            | 8,11 m      |
| 4    | Asie              | Hussein Taher Al-Sabee | 7,92 m      |
| 5    | Afrique           | Younés Moudrik         | 7,90 m      |
| 6    | Royaume-Uni       | Chris Tomlinson        | 7,85 m      |
| 7    | Europe            | Aleksey Lukashevich    | 7,83 m      |
| 8    | Océanie           | Tim Parravicini        | 7,69 m      |
| 9    | Allemagne         | Andreas Pohle          | 7,26 m      |

| Rang | Pays ou continent | Athlète                | Performance |
| ---- | ----------------- | ---------------------- | ----------- |
| 1    | Russie            | Tatyana Kotova         | 6,85 m      |
| 2    | Amériques         | Maurren Higa Maggi     | 6,81 m      |
| 3    | Espagne           | Concepción Montaner    | 6,68 m      |
| 4    | Europe            | Jade Johnson           | 6,41 m      |
| 5    | Océanie           | Chantal Brunner        | 6,35 m      |
| 6    | Asie              | Yelena Kashcheyeva     | 6,32 m      |
| 7    | Allemagne         | Sofia Schulte          | 6,16 m      |
| 8    | Afrique           | Françoise Mbango-Etone | 6,06 m      |
| 9    | États-Unis        | Brianna Glenn          | 5,91 m      |

## Saut à la perche
| Rang | Pays ou continent | Athlète            | Performance |
| ---- | ----------------- | ------------------ | ----------- |
| 1    | Afrique           | Okkert Brits       | 5,75 m      |
| 2    | États-Unis        | Jeff Hartwig       | 5,70 m      |
| 3    | Allemagne         | Lars Börgeling     | 5,40 m      |
| 4    | Amériques         | Dominic Johnson    | 5,20 m      |
| 5    | Espagne           | Andrés Hinojo      | 5,20 m      |
| 5    | Océanie           | Paul Burgess       | 5,20 m      |
| 7    | Royaume-Uni       | Tim Thomas         | 5,00 m      |
| -    | Asie              | Daichi Sawano      | -           |
| -    | Europe            | Aleksandr Averbukh | -           |

| Rang | Pays ou continent | Athlète            | Performance |
| ---- | ----------------- | ------------------ | ----------- |
| 1    | Allemagne         | Annika Becker      | 4,55 m      |
| 2    | Russie            | Svetlana Feofanova | 4,40 m      |
| 3    | Espagne           | Dana Cervantes     | 4,30 m      |
| 4    | Asie              | Shuying Gao        | 4,30 m      |
| 5    | Europe            | Monique de Wilt    | 4,20 m      |
| 6    | Afrique           | Syrine Balti       | 4,10 m      |
| 7    | États-Unis        | Mary Sauer         | 4,00 m      |
| -    | Océanie           | Tatiana Grigorieva | -           |
| -    | Amériques         | Stephanie McCann   | -           |

## Triple saut
| Rang | Pays ou continent | Athlète            | Performance |
| ---- | ----------------- | ------------------ | ----------- |
| 1    | Royaume-Uni       | Jonathan Edwards   | 17,34 m     |
| 2    | États-Unis        | Walter Davis       | 17,23 m     |
| 3    | Europe            | Christian Olsson   | 17,05 m     |
| 4    | Allemagne         | Charles Friedek    | 16,91 m     |
| 5    | Amériques         | Jadel Gregorio     | 16,61 m     |
| 6    | Asie              | Kazuyoshi Ishikawa | 16,50 m     |
| 7    | Afrique           | Olivier Sanou      | 16,30 m     |
| 8    | Espagne           | Raúl Chapado       | 15,91 m     |
| 9    | Océanie           | Viktor Chistyakov  | 14,96 m     |

| Rang | Pays ou continent | Athlète                | Performance |
| ---- | ----------------- | ---------------------- | ----------- |
| 1    | Afrique           | Françoise Mbango-Etone | 14,37 m     |
| 2    | Europe            | Ashia Hansen           | 14,32 m     |
| 3    | Espagne           | Carlota Castrejana     | 14,13 m     |
| 4    | Amériques         | Trecia Smith           | 13,82 m     |
| 5    | États-Unis        | Yuliana Perez          | 13,79 m     |
| 6    | Russie            | Yelena Oleynikova      | 13,79 m     |
| 7    | Asie              | Wu Lingmei             | 13,60 m     |
| 8    | Allemagne         | Sofia Schulte          | 12,73 m     |
| 9    | Océanie           | Michelle Apostolou     | 12,12 m     |

## Lancer du disque
| Rang | Pays ou continent | Athlète            | Performance |
| ---- | ----------------- | ------------------ | ----------- |
| 1    | Europe            | Róbert Fazekas     | 71,25 m     |
| 2    | Afrique           | Frantz Kruger      | 66,78 m     |
| 3    | Espagne           | Mario Pestano      | 64,64 m     |
| 4    | Allemagne         | Michael Möllenbeck | 64,57 m     |
| 5    | Amériques         | Jason Tunks        | 62,89 m     |
| 6    | États-Unis        | Adam Setliff       | 61,52 m     |
| 7    | Royaume-Uni       | Robert Weir        | 58,91 m     |
| 8    | Océanie           | Peter Elvy         | 56,60 m     |
| 9    | Asie              | Koji Murofushi     | 41,93 m     |

| Rang | Pays ou continent | Athlète            | Performance |
| ---- | ----------------- | ------------------ | ----------- |
| 1    | Océanie           | Beatrice Faumuina  | 62,47 m     |
| 2    | Europe            | Ekateríni Vóngoli  | 61,77 m     |
| 3    | Russie            | Natalya Sadova     | 61,30 m     |
| 4    | Asie              | Li Yanfeng         | 59,89 m     |
| 5    | États-Unis        | Kristin Kuehl      | 59,57 m     |
| 6    | Allemagne         | Jana Tucholke      | 57,94 m     |
| 7    | Afrique           | Monia Kari         | 56,16 m     |
| 8    | Espagne           | Alice Matejková    | 56,05 m     |
| 9    | Amériques         | Elisângela Adriano | 53,60 m     |

## Lancer du poids
| Rang | Pays ou continent | Athlète         | Performance |
| ---- | ----------------- | --------------- | ----------- |
| 1    | États-Unis        | Adam Nelson     | 20,80 m     |
| 2    | Océanie           | Justin Anlezark | 20,77 m     |
| 3    | Allemagne         | Ralf Bartels    | 20,67 m     |
| 4    | Afrique           | Janus Robberts  | 20,00 m     |
| 5    | Europe            | Yuriy Bilonoh   | 19,88 m     |
| 6    | Espagne           | Manuel Martínez | 19,76 m     |
| 7    | Royaume-Uni       | Carl Myerscough | 19,13 m     |
| 8    | Amériques         | Brad Snyder     | 18,99 m     |
| 9    | Asie              | Li Rongxiang    | 10,09 m     |

| Rang | Pays ou continent | Athlète             | Performance |
| ---- | ----------------- | ------------------- | ----------- |
| 1    | Russie            | Irina Korzhanenko   | 20,20 m     |
| 2    | Amériques         | Yumileidi Cumbá     | 19,14 m     |
| 3    | Allemagne         | Astrid Kumbernuss   | 19,11 m     |
| 4    | Europe            | Vita Pavlysh        | 19,06 m     |
| 5    | États-Unis        | Teri Steer          | 18,63 m     |
| 6    | Océanie           | Valerie Adams       | 18,40 m     |
| 7    | Afrique           | Vivian Chukwuemeka  | 17,30 m     |
| 8    | Asie              | Juttaporn Krasaeyan | 17,25 m     |
| 9    | Espagne           | Irache Quintanal    | 15,79 m     |

## Lancer du marteau
| Rang | Pays ou continent | Athlète        | Performance |
| ---- | ----------------- | -------------- | ----------- |
| 1    | Europe            | Adrian Annus   | 80,93 m     |
| 2    | Asie              | Koji Murofushi | 80,08 m     |
| 3    | Allemagne         | Karsten Kobs   | 78,44 m     |
| 4    | Afrique           | Chris Harmse   | 77,16 m     |
| 5    | Espagne           | Moisés Campeny | 73,21 m     |
| 6    | États-Unis        | John McEwen    | 71,03 m     |
| 7    | Océanie           | Phillip Jensen | 67,09 m     |
| 8    | Royaume-Uni       | Michael Jones  | 66,92 m     |
| 9    | Amériques         | Yosvany Suárez | 66,33 m     |

| Rang | Pays ou continent | Athlète            | Performance |
| ---- | ----------------- | ------------------ | ----------- |
| 1    | Asie              | Gu Yuan            | 70,75 m     |
| 2    | Amériques         | Yipsi Moreno       | 69,65 m     |
| 3    | Russie            | Olga Kuzenkova     | 66,98 m     |
| 4    | États-Unis        | Anna Norgren-Mahon | 65,94 m     |
| 5    | Europe            | Kamila Skolimowska | 65,24 m     |
| 6    | Allemagne         | Susanne Keil       | 64,62 m     |
| 7    | Océanie           | Bronwyn Eagles     | 63,49 m     |
| 8    | Espagne           | Berta Castells     | 63,49 m     |
| 9    | Afrique           | Marwa Hussein      | 58,49 m     |

## Lancer du javelot
| Rang | Pays ou continent | Athlète               | Performance |
| ---- | ----------------- | --------------------- | ----------- |
| 1    | Europe            | Sergey Makarov        | 86,44 m     |
| 2    | Allemagne         | Boris Henry           | 81,60 m     |
| 3    | Amériques         | Emeterio González     | 79,77 m     |
| 4    | Royaume-Uni       | Steve Backley         | 79,39 m     |
| 5    | Afrique           | Gerhardus Pienaar     | 78,91 m     |
| 6    | Asie              | Li Rongxiang          | 78,12 m     |
| 7    | Océanie           | William Hamlyn-Harris | 74,48 m     |
| 8    | Espagne           | Gustavo Dacal         | 68,26 m     |
| 9    | États-Unis        | Chris Clever          | 65,73 m     |

| Rang | Pays ou continent | Athlète            | Performance |
| ---- | ----------------- | ------------------ | ----------- |
| 1    | Amériques         | Osleidys Menéndez  | 64,41 m     |
| 2    | Russie            | Tatyana Shikolenko | 60,11 m     |
| 3    | Europe            | Mikaela Ingberg    | 60,08 m     |
| 4    | Allemagne         | Steffi Nerius      | 57,81 m     |
| 5    | États-Unis        | Serene Ross        | 56,91 m     |
| 6    | Asie              | Ning Ma            | 56,60 m     |
| 7    | Espagne           | Marta Míguez       | 55,97 m     |
| 8    | Afrique           | Aïda Sellam        | 52,48 m     |
| 9    | Océanie           | Cecilia McIntosh   | 52,35 m     |

## Relais 4 × 100 m
| Rang | Pays ou continent | Athlètes                                                                      | Temps                |
| ---- | ----------------- | ----------------------------------------------------------------------------- | -------------------- |
| 1    | États-Unis        | Jon Drummond Jason Smoots Kaaron Conwright Coby Miller                        | 37 s 95              |
| 2    | Amériques         | Freddy Mayola Kim Collins Christopher Williams Dominic Demeritte              | 38 s 32              |
| 3    | Afrique           | Idrissa Sanou Uchenna Emedolu Aziz Zakari Frankie Fredericks                  | 38 s 63              |
| 4    | Europe            | Kostyantyn Vasyukov Kostyantyn Rurak Anatoliy Dovgal Oleksandr Kaydash        | 38 s 86              |
| 5    | Asie              | Reanchai Srihawong Vissanu Sophanich Ekkachai Janthana Sittichai Suwonprateep | 38 s 91              |
| -/   | Royaume-Uni       | Jonathan Barbour Marlon Devonish Christian Malcolm Daniel Plummer             | disqualifiée en 2004 |
| 6    | Océanie           | Tim Williams Paul Di Bella David Geddes Patrick Johnson                       | 39 s 58              |
| 7    | Espagne           | Cecilio Maestra Pedro Pablo Nolet Angel David Rodríguez Carlos Berlanga       | 39 s 64              |
| 8    | Allemagne         | Ronny Ostwald Marc Blume Alexander Kosenkow Marc Kochan                       | dsq                  |

| Rang | Pays ou continent | Athlètes                                                                | Temps   |
| ---- | ----------------- | ----------------------------------------------------------------------- | ------- |
| 1    | Amériques         | Tayna Lawrence Juliet Campbell Beverly McDonald Debbie Ferguson         | 41 s 91 |
| 2    | États-Unis        | Chryste Gaines Marion Jones Inger Miller Gail Devers                    | 42 s 05 |
| 3    | Afrique           | Chinedu Odozor Myriam Léonie Mani Makaridja Sanganoko Endurance Ojokolo | 42 s 99 |
| 4    | Europe            | Delphine Combe Muriel Hurtis Fabé Dia Odiah Sidibé                      | 43 s 30 |
| 5    | Allemagne         | Melanie Paschke Gabi Rockmeier Birgit Rockmeier Katchi Habel            | 43 s 36 |
| 6    | Russie            | Natalya Ignatova Larisa Kruglova Irina Khabarova Marina Kislova         | 43 s 69 |
| 7    | Asie              | Zeng Xiujun Yan Jiankui Huang Mei Qin Wangping                          | 43 s 82 |
| 8    | Espagne           | Carmen Blay Arantxa Reinares Concepción Montaner Julia Alba             | 45 s 07 |
| 9    | Océanie           | Melanie Kleeberg Jodi Lambert Lauren Hewitt Sarah Mullan                | dsq     |

## Relais 4 × 400 m
| Rang | Pays ou continent | Athlètes                                                             | Performance   |
| ---- | ----------------- | -------------------------------------------------------------------- | ------------- |
| 1    | Amériques         | Félix Sánchez Alleyne Francique Michael McDonald Michael Blackwood   | 2 min 59 s 19 |
| 2    | États-Unis        | James Carter Leonard Byrd Godfrey Herring Antonio Pettigrew          | 2 min 59 s 21 |
| 3    | Afrique           | Adem Hecini Sofiane Labidi Fernando Augustin Éric Milazar            | 3 min 01 s 69 |
| 4    | Asie              | Rohan Kumara Hamdan Al-Bishi Sugath Thilakaratne Fawzi Al-Shammari   | 3 min 03 s 02 |
| 5    | Royaume-Uni       | Jared Deacon Jamie Baulch Timothy Benjamin Matthew Elias             | 3 min 03 s 34 |
| 6    | Océanie           | Daniel Batman Patrick Dwyer Paul Pearce Clinton Hill                 | 3 min 03 s 65 |
| 7    | Allemagne         | Ingo Schultz Ruwen Faller Jens Dautzenberg Lars Figura               | 3 min 05 s 31 |
| 8    | Europe            | Oleksandr Kaydash Cédric Van Branteghem Francis Obikwelu Karel Bláha | DSQ           |
| 9    | Espagne           | Salvador Rodríguez David Canal Antonio Manuel Reina Alberto Martínez | DSQ           |

| Rang | Pays ou continent | Athlètes                                                           | Temps         |
| ---- | ----------------- | ------------------------------------------------------------------ | ------------- |
| 1    | Amériques         | Sandie Richards Daimí Pernía Christine Amertil Ana Guevara         | 3 min 23 s 53 |
| 2    | États-Unis        | Michelle Collins Crystal Cox Suziann Reid Monique Hennagan         | 3 min 24 s 67 |
| 3    | Russie            | Natalya Antyukh Yuliya Pechonkina Natalya Nazarova Olesya Zykina   | 3 min 26 s 59 |
| 4    | Afrique           | Mireille Nguimgo Hortense Bewouda Maria Mutola Kaltouma Nadjina    | 3 min 26 s 84 |
| 5    | Europe            | Grazyna Prokopek Antonina Yefremova Svetlana Usovich Lee McConnell | 3 min 29 s 21 |
| 6    | Allemagne         | Florence Ekpo-Umoh Nancy Kette Birgit Rockmeier Claudia Marx       | 3 min 31 s 09 |
| 7    | Océanie           | Rosemary Hayward Jana Pittman Katerina Dressler Tamsyn Lewis       | 3 min 31 s 32 |
| 8    | Espagne           | Julia Alba Mayte Martínez Miriam Bravo Maripaz Maqueda             | 3 min 36 s 50 |
| 9    | Asie              | Tatyana Roslanova Zamira Amirova Thi Tinh Nguyen Makiko Yoshida    | 3 min 37 s 18 |

## Légende
Records et Performances
- AR : Record continental (area record)
- CR : Record des championnats (championship record)
- MR : Record du meeting (meet record)
- NR : Record national (national record)
- OR : Record olympique (olympic record)
- PR : Record paralympique (paralympic record)
- PB : Record personnel (personal best)
- SB : Meilleure performance personnelle de la saison (season's best)
- WL : Meilleure performance mondiale de l'année (world leader)
- WJR : Record du monde junior (world junior record)
- WR : Record du monde (world record)

Circonstances et Conditions
- DNF : N'a pas terminé (did not finish)
- DNS : N'a pas pris le départ (did not start)
- DQ : Disqualification (disqualification)
- NM : Aucun essai valable enregistré (No Mark)
- Q : Qualifié « directement » au prochain tour (ou à la prochaine compétition), lors d'une compétition majeure, grâce au classement ou à la réalisation des minima (automatic qualifier)
- q : Qualifié au prochain tour (ou à la prochaine compétition), lors d'une compétition majeure, grâce au repêchage ou à la réalisation de l'une des meilleures performances parmi celles des « non qualifiés directement » (grâce au meilleur temps ou à la meilleure distance par exemple) (secondary qualifier)